# Kurzbahneuropameisterschaften 2008
| Kurzbahneuropameisterschaften 2008 | Kurzbahneuropameisterschaften 2008 |
| ---------------------------------- | ---------------------------------- |
| Veranstaltungsort                  | Rijeka                             |
| Teilnehmende Nationen              | 40                                 |
| Teilnehmende Athleten              | 530 (280 M, 250 F)                 |
| Entscheidungen                     | 38                                 |
| Eröffnung                          | 11. Dezember 2008                  |
| Abschluss                          | 14. Dezember 2008                  |

| Medaillenspiegel | Medaillenspiegel       | Medaillenspiegel | Medaillenspiegel | Medaillenspiegel | Medaillenspiegel |
| Platz            | Land                   | G                | S                | B                | Gesamt           |
| ---------------- | ---------------------- | ---------------- | ---------------- | ---------------- | ---------------- |
| 1                | Russland               | 8                | 2                | 4                | 14               |
| 2                | Frankreich             | 7                | 9                | 4                | 20               |
| 3                | Italien                | 5                | 5                | 8                | 18               |
| 4                | Niederlande            | 5                | 2                | 2                | 9                |
| 5                | Spanien                | 2                | 3                | 2                | 7                |
| 6                | Kroatien               | 2                | 0                | 2                | 4                |
| 7                | Slowenien              | 2                | 0                | 1                | 3                |
| 8                | Deutschland            | 1                | 3                | 2                | 6                |
| 9                | Dänemark               | 1                | 2                | 3                | 6                |
| 10               | Österreich             | 1                | 2                | 1                | 4                |
| 10               | Ukraine                | 1                | 2                | 1                | 4                |
| 12               | Schweden               | 1                | 1                | 0                | 2                |
| 12               | Serbien                | 1                | 1                | 0                | 2                |
| 14               | Vereinigtes Königreich | 1                | 0                | 4                | 5                |
| 15               | Finnland               | 1                | 0                | 0                | 1                |
| 16               | Ungarn                 | 0                | 3                | 1                | 4                |
| 17               | Schweiz                | 0                | 1                | 1                | 2                |
| 18               | Litauen                | 0                | 1                | 0                | 1                |
| 18               | Norwegen               | 0                | 1                | 0                | 1                |
| 20               | Polen                  | 0                | 0                | 1                | 1                |
| 20               | Slowakei               | 0                | 0                | 1                | 1                |

Die Kurzbahneuropameisterschaften 2008 im Schwimmen fanden vom 11. bis 14. Dezember 2008 in Rijeka, Kroatien statt und wurden vom europäischen Schwimmverband LEN organisiert.
Die Wettbewerbe fanden im um 10 Millionen Euro neu errichteten Schwimmkomplex Bazeni Kantrida statt.

## Teilnehmer
Für die Kurzbahneuropameisterschaften 2008 haben sich insgesamt 530 Schwimmer (280 Männer und 250 Frauen) angekündigt. Die Anzahl der Teilnehmer sowie ihre 1487 Einzel- und 70 Staffel-Meldungen bedeuteten einen neuen Rekord für Kurzbahneuropameisterschaften.

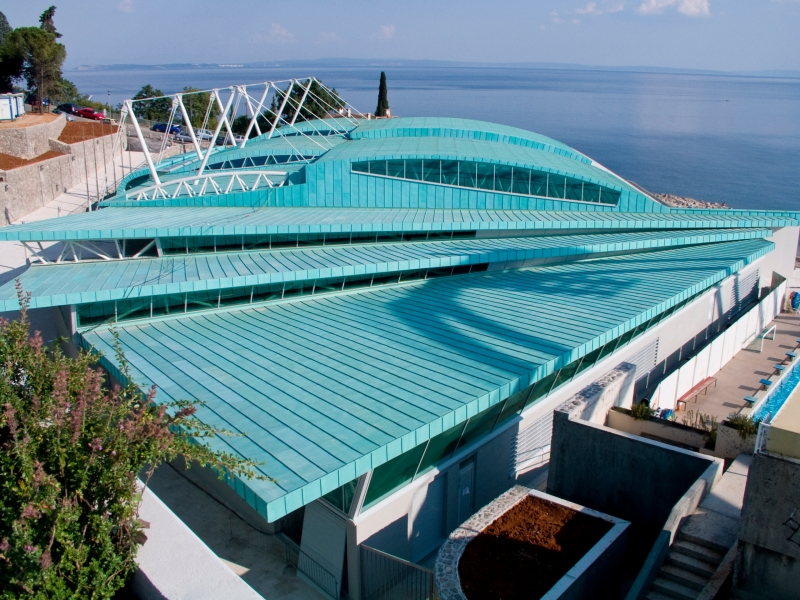
Der Schwimmkomplex Bazeni Kantrida

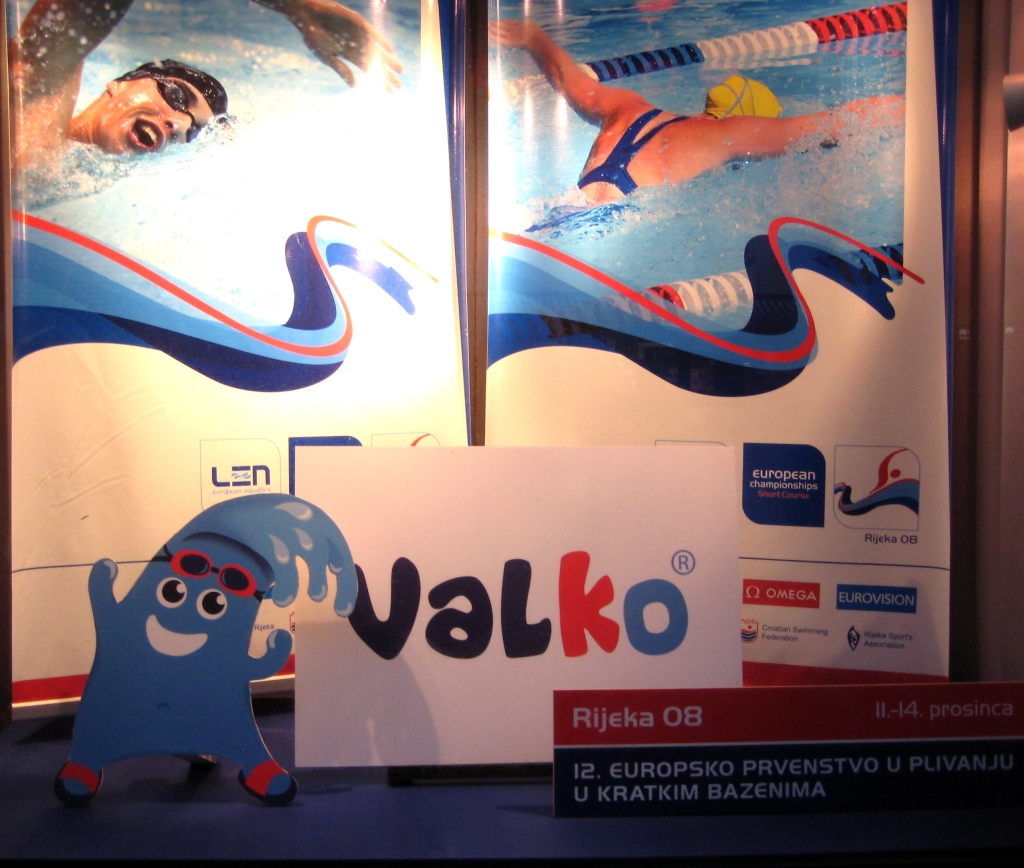
Das Meisterschaftsmaskottchen „Valko“

## Schwimmen Männer

### Freistil

#### 50 m Freistil
Finale am 11. Dezember
| Platz | Land       | Athlet             | Zeit     |
| ----- | ---------- | ------------------ | -------- |
| 1     | Frankreich | Amaury Leveaux     | 00:20,63 |
| 2     | Frankreich | Frédérick Bousquet | 00:20,69 |
| 3     | Kroatien   | Duje Draganja      | 00:21,15 |
| 3     | Russland   | Jewgeni Lagunow    | 00:21,15 |
| 5     | Italien    | Marco Orsi         | 00:21,32 |
| 6     | Russland   | Sergei Fessikow    | 00:21,42 |
| 7     | Italien    | Mattia Nalesso     | 00:21,46 |
| 8     | Irland     | Barry Murphy       | 00:21,62 |

#### 100 m Freistil
Finale am 13. Dezember
| Platz | Land        | Athlet           | Zeit        |
| ----- | ----------- | ---------------- | ----------- |
| 1     | Frankreich  | Amaury Leveaux   | 00:44,95 WR |
| 2     | Frankreich  | Fabien Gilot     | 00:45,84    |
| 3     | Italien     | Filippo Magnini  | 00:46,62    |
| 4     | Russland    | Jewgeni Lagunow  | 00:46,64    |
| 5     | Russland    | Andrei Gretschin | 00:46,84    |
| 6     | Italien     | Alessandro Calvi | 00:47,05    |
| 7     | Deutschland | Steffen Deibler  | 00:47,43    |
| 8     | Dänemark    | Jakob Andkjær    | 00:48,22    |

#### 200 m Freistil
Finale am 14. Dezember
| Platz | Land       | Athlet                | Zeit     |
| ----- | ---------- | --------------------- | -------- |
| 1     | Russland   | Danila Isotow         | 01:43,09 |
| 2     | Schweiz    | Dominik Meichtry      | 01:43,11 |
| 3     | Italien    | Massimiliano Rosolino | 01:43,52 |
| 4     | Italien    | Marco Belotti         | 01:43,61 |
| 5     | Russland   | Alexander Suchorukow  | 01:43,72 |
| 6     | Tschechien | Květoslav Svoboda     | 01:43,97 |
| 7     | Frankreich | Clément Lefert        | 01:44,57 |
| 8     | Serbien    | Radovan Siljevski     | 01:44,61 |

#### 400 m Freistil
Finale am 11. Dezember
| Platz | Land        | Athlet                | Zeit     |
| ----- | ----------- | --------------------- | -------- |
| 1     | Deutschland | Paul Biedermann       | 03:37,73 |
| 2     | Italien     | Massimiliano Rosolino | 03:39,33 |
| 3     | Dänemark    | Mads Glæsner          | 03:39,77 |
| 4     | Italien     | Federico Colbertaldo  | 03:39,88 |
| 5     | Russland    | Nikita Lobinzew       | 03:39,93 |
| 6     | Österreich  | Dominik Koll          | 03:40,21 |
| 7     | Ungarn      | Gergő Kis             | 03:40,25 |
| 8     | Österreich  | Florian Janistyn      | 03:43,30 |

#### 1500 m Freistil
Finale am 13. Dezember
| Platz | Land            | Athlet               | Zeit     |
| ----- | --------------- | -------------------- | -------- |
| 1     | Italien         | Federico Colbertaldo | 14:24,21 |
| 2     | Russland        | Witali Romanowitsch  | 14:29,64 |
| 3     | Italien         | Samuel Pizzetti      | 14:31,60 |
| 4     | Dänemark        | Mads Glæsner         | 14:39,70 |
| 5     | Färöer          | Pál Joensen          | 14:39,99 |
| 6     | Ungarn          | Gergő Kis            | 14:51,07 |
| 7     | Ungarn          | Dávid Verrasztó      | 14:56,47 |
| 8     | Verein. Königr. | Richard Charlesworth | 14:57,88 |

### Schmetterling

#### 50 m Schmetterling
Finale am 14. Dezember
| Platz | Land        | Athlet               | Zeit     |
| ----- | ----------- | -------------------- | -------- |
| 1     | Frankreich  | Amaury Leveaux       | 00:22,23 |
| 2     | Serbien     | Milorad Čavić        | 00:22,36 |
| 3     | Spanien     | Rafael Muñoz Pérez   | 00:22,48 |
| 4     | Russland    | Jewgeni Korotyschkin | 00:22,51 |
| 5     | Deutschland | Johannes Dietrich    | 00:22,81 |
| 6     | Kroatien    | Mario Todorović      | 00:22,93 |
| 7     | Niederlande | Bastiaan Tamminga    | 00:23,12 |
| 8     | Kroatien    | Alexei Puninski      | 00:23,15 |

#### 100 m Schmetterling
Finale am 12. Dezember
| Platz | Land        | Athlet               | Zeit        |
| ----- | ----------- | -------------------- | ----------- |
| 1     | Serbien     | Milorad Čavić        | 00:49,19 ER |
| 2     | Spanien     | Rafael Muñoz Pérez   | 00:49,74    |
| 3     | Russland    | Nikolai Skworzow     | 00:49,98    |
| 4     | Russland    | Jewgeni Korotyschkin | 00:50,05    |
| 5     | Slowenien   | Peter Mankoč         | 00:50,21    |
| 6     | Serbien     | Ivan Lenđer          | 00:50,47    |
| 7     | Niederlande | Joeri Verlinden      | 00:51,03    |
| 8     | Kroatien    | Mario Todorović      | 00:51,30    |

#### 200 m Schmetterling
Finale am 13. Dezember
| Platz | Land            | Athlet             | Zeit        |
| ----- | --------------- | ------------------ | ----------- |
| 1     | Russland        | Nikolai Skworzow   | 01:50,60 WR |
| 2     | Österreich      | Dinko Jukić        | 01:52.31    |
| 3     | Russland        | Maxim Ganichin     | 01:52,32    |
| 4     | Verein. Königr. | Michael Rock       | 01:52.33    |
| 5     | Frankreich      | Christophe Lebon   | 01:52,62    |
| 6     | Polen           | Marcin Babuchowski | 01:54,17    |
| 7     | Verein. Königr. | Joe Roebuck        | 01:54,58    |
| 8     | Portugal        | Diogo Carvalho     | 01:55,28    |

### Rücken

#### 50 m Rücken
Finale am 12. Dezember
| Platz | Land            | Athlet                  | Zeit     |
| ----- | --------------- | ----------------------- | -------- |
| 1     | Russland        | Stanislaw Donez         | 00:23,22 |
| 2     | Spanien         | Aschwin Wildeboer Faber | 00:32,28 |
| 3     | Slowakei        | Ľuboš Križko            | 00:23,47 |
| 4     | Schweiz         | Flori Lang              | 00:23,83 |
| 5     | Deutschland     | Thomas Rupprath         | 00:24,18 |
| 6     | Italien         | Mirco Di Tora           | 00:24,20 |
| 7     | Verein. Königr. | Marco Loughran          | 00:24,26 |
| 8     | Deutschland     | Helge Meeuw             | 00:24,36 |

#### 100 m Rücken
Finale am 14. Dezember
| Platz | Land            | Athlet                  | Zeit        |
| ----- | --------------- | ----------------------- | ----------- |
| 1     | Russland        | Stanislaw Donez         | 00:49,32 WR |
| 2     | Spanien         | Aschwin Wildeboer Faber | 00:49,61    |
| 3     | Deutschland     | Helge Meeuw             | 00:50,89    |
| 4     | Frankreich      | Pierre Roger            | 00:51,00    |
| 5     | Italien         | Damiano Lestingi        | 00:51,30    |
| 6     | Russland        | Jewgeni Aljoschin       | 00:51,55    |
| 7     | Verein. Königr. | Marco Loughran          | 00:51,86    |
| 8     | Italien         | Mirco Di Tora           | 00:52,08    |

#### 200 m Rücken
Finale am 11. Dezember
| Platz | Land            | Athlet                  | Zeit        |
| ----- | --------------- | ----------------------- | ----------- |
| 1     | Russland        | Stanislaw Donez         | 01:49,22 CR |
| 1     | Spanien         | Aschwin Wildeboer Faber | 01:49,22 CR |
| 3     | Frankreich      | Pierre Roger            | 01:52,26    |
| 4     | Italien         | Damiano Lestingi        | 01:52,31    |
| 5     | Russland        | Jewgeni Aljoschin       | 01:53,13    |
| 6     | Verein. Königr. | Marco Loughran          | 01:53,88    |
| 7     | Kroatien        | Gordan Kožulj           | 01:54,27    |
| 8     | Israel          | Guy Barnea              | 01:55,93    |

### Brust

#### 50 m Brust
Finale am 13. Dezember
| Platz | Land      | Athlet             | Zeit        |
| ----- | --------- | ------------------ | ----------- |
| 1     | Slowenien | Matjaž Markič      | 00:26,47 CR |
| 2     | Norwegen  | Aleksander Hetland | 00:26,64    |
| 3     | Slowenien | Emil Tahirovič     | 00:26,66    |
| 4     | Israel    | Michael Malul      | 00:26,67    |
| 5     | Ukraine   | Ihor Boryssyk      | 00:26,68    |
| 5     | Italien   | Alessandro Terrin  | 00:26,68    |
| 7     | Irland    | Barry Murphy       | 00:26,73    |
| 8     | Ukraine   | Walerij Dymo       | 00:26,81    |

#### 100 m Brust
Finale am 12. Dezember
| Platz | Land            | Athlet               | Zeit        |
| ----- | --------------- | -------------------- | ----------- |
| 1     | Ukraine         | Ihor Boryssyk        | 00:57,33 ER |
| 2     | Frankreich      | Hugues Duboscq       | 00:57,64    |
| 3     | Verein. Königr. | James Gibson         | 00:57,91    |
| 4     | Niederlande     | Robin van Aggele     | 00:58,03    |
| 5     | Italien         | Edoardo Giorgetti    | 00:58,37    |
| 6     | Slowenien       | Matjaž Markič        | 00:58,47    |
| 7     | Litauen         | Edvinas Dautartas    | 00:58,48    |
| 8     | Niederlande     | Lennart Stekelenburg | 00:58,94    |

#### 200 m Brust
Finale am 14. Dezember
| Platz | Land            | Athlet               | Zeit        |
| ----- | --------------- | -------------------- | ----------- |
| 1     | Frankreich      | Hugues Duboscq       | 02:04,59 ER |
| 2     | Italien         | Edoardo Giorgetti    | 02:04,98    |
| 3     | Ukraine         | Ihor Boryssyk        | 02:05,47    |
| 4     | Verein. Königr. | Kristopher Gilchrist | 02:05,84    |
| 5     | Ukraine         | Walerij Dymo         | 02:06,83    |
| 6     | Ungarn          | Ákos Molnár          | 02:07,37    |
| 7     | Spanien         | Sergio García        | 02:08,19    |
| 8     | Litauen         | Giedrius Titenis     | 02:09,31    |

### Lagen

#### 100 m Lagen
Finale am 14. Dezember
| Platz | Land            | Athlet               | Zeit        |
| ----- | --------------- | -------------------- | ----------- |
| 1     | Slowenien       | Peter Mankoč         | 00:51,97 ER |
| 2     | Italien         | Christian Galenda    | 00:52,29    |
| 3     | Verein. Königr. | James Goddard        | 00:52,36    |
| 4     | Niederlande     | Robin van Aggele     | 00:52,38    |
| 5     | Russland        | Sergei Fesikow       | 00:52,63    |
| 6     | Litauen         | Vyatautas Janusaitis | 00:53,16    |
| 7     | Spanien         | Alan Cabello Forns   | 00:53,39    |
| 8     | Ukraine         | Roman Shudrenko      | 00:53,58    |

#### 200 m Lagen
Finale am 11. Dezember
| Platz | Land            | Athlet              | Zeit     |
| ----- | --------------- | ------------------- | -------- |
| 1     | Verein. Königr. | James Goddard       | 01:53,46 |
| 2     | Litauen         | Vytautas Janušaitis | 01:54,51 |
| 3     | Spanien         | Alan Cabello Forns  | 01:55,70 |
| 4     | Polen           | Łukasz Wójt         | 01:55,73 |
| 5     | Polen           | Diogo Carvalho      | 01:55,95 |
| 6     | Ungarn          | Peter Nagy          | 01:57,44 |
| 7     | Kroatien        | Sasa Impric         | 01:57,51 |
| 8     | Polen           | Jakub Jasiński      | 01:59,06 |

#### 400 m Lagen
Finale am 12. Dezember
| Platz | Land            | Athlet            | Zeit     |
| ----- | --------------- | ----------------- | -------- |
| 1     | Österreich      | Dinko Jukić       | 04:03,01 |
| 2     | Ungarn          | Gergő Kis         | 04:03,81 |
| 3     | Polen           | Łukasz Wójt       | 04:05,13 |
| 4     | Ungarn          | Dávid Verrasztó   | 04:05,33 |
| 5     | Verein. Königr. | Joe Roebuck       | 04:07,76 |
| 6     | Italien         | Luca Marin        | 04:10,42 |
| 6     | Russland        | Alexander Tikonow | 04:10,42 |
| DSQ   | Polen           | Mateusz Matczak   |          |

### Staffel

#### Staffel 4 × 50 m Freistil
Finale am 14. Dezember
| Platz | Land        | Athleten                                                                     | Zeit         |
| ----- | ----------- | ---------------------------------------------------------------------------- | ------------ |
| 1     | Frankreich  | - Alain Bernard - Fabien Gilot - Amaury Leveaux - Frédérick Bousquet         | 01:20,77 WBZ |
| 2     | Italien     | - Alessandro Calvi - Marco Orsi - Mattia Nalesso - Filippo Magnini           | 01:23,37     |
| 3     | Kroatien    | - Duje Draganja - Alexei Puninski - Bruno Barbic - Mario Todorović           | 01:23,68     |
| 4     | Russland    | - Jewgeni Lagunow - Andrei Gretschin - Sergei Fesikow - Alexander Suchorukow | 01:25,07     |
| 5     | Deutschland | - Steffen Deibler - Johannes Dietrich - Stefan Herbst - Leif-Marten Krüger   | 01:25,57     |
| 6     | Niederlande | - Robert Lijesen - Bastiaan Tamminga - Stefan de Die - Robin van Aggele      | 01:25,76     |
| 7     | Schweiz     | - Flori Lang - Dominik Meichtry - Aurelien Kuenzi - Daniel Rast              | 01:26,34     |
| 8     | Estland     | - Miko Mälberg - Matti Aljand - Danil Haustov - Wladimir Sidorkin            | 01:27,06     |

#### Staffel 4 × 50 m Lagen
Finale am 11. Dezember
| Platz | Land            | Athleten                                                                              | Zeit         |
| ----- | --------------- | ------------------------------------------------------------------------------------- | ------------ |
| 1     | Italien         | - Mirco Di Tora - Alessandro Terrin - Marco Belotti - Filippo Magnini                 | 01:32,91 WBZ |
| 2     | Deutschland     | - Thomas Rupprath - Marco Koch - Johannes Dietrich - Steffen Deibler                  | 01:33,31     |
| 2     | Russland        | - Stanislaw Donez - Sergei Geibel - Jewgeni Korotyschkin - Jewgeni Lagunow            | 01:33,31     |
| 4     | Frankreich      | - Pierre Roger - Huges Duboscq - Frédérick Bousquet - Alain Bernard                   | 01:33,52     |
| 5     | Niederlande     | - Nick Driebergen - Robin Van Aggele - Bastiaan Tamminga - Robert Lijesen             | 01:34,23     |
| 6     | Kroatien        | - Marko Strahija - Vanja Rogulj - Mario Todorović - Alexei Puninski                   | 01:34,68     |
| 7     | Spanien         | - Aschwin Wildeboer Faber* - Sergio García - Rafael Muñoz Pérez - Javier Noriega Sanz | 01:34,78     |
| DSQ   | Verein. Königr. | - Marco Loughran - James Gibson - Todd Cooper - Ben Hockin                            |              |

- *Der spanische Startschwimmer Aschwin Wildeboer Faber egalisierte den vier Jahre alten Europarekord über 50 Meter Rücken des deutschen Thomas Rupprath.

## Schwimmen Frauen

### Freistil

#### 50 m Freistil
Finale am 14. Dezember
| Platz | Land        | Athlet               | Zeit     |
| ----- | ----------- | -------------------- | -------- |
| 1     | Niederlande | Marleen Veldhuis     | 00:23,55 |
| 2     | Niederlande | Hinkelien Schreuder  | 00:23,72 |
| 3     | Dänemark    | Jeanette Ottesen     | 00:24,05 |
| 4     | Finnland    | Hanna-Maria Seppälä  | 00:24,38 |
| 5     | Schweden    | Claire Hedenskog     | 00:24,52 |
| 6     | Deutschland | Petra Dallmann       | 00:24,60 |
| 7     | Estland     | Triin Aljand         | 00:24,63 |
| 8     | Russland    | Anastassija Aksenowa | 00:24,67 |

#### 100 m Freistil
Finale am 12. Dezember
| Platz | Land        | Athlet               | Zeit     |
| ----- | ----------- | -------------------- | -------- |
| 1     | Niederlande | Marleen Veldhuis     | 00:51,95 |
| 2     | Dänemark    | Jeanette Ottesen     | 00:52,08 |
| 3     | Niederlande | Ranomi Kromowidjojo  | 00:52,22 |
| 4     | Finnland    | Hanna-Maria Seppälä  | 00:52,66 |
| 5     | Russland    | Anastassija Aksenowa | 00:53,20 |
| 6     | Schweden    | Sarah Sjöström       | 00:53,45 |
| 7     | Österreich  | Birgit Koschischek   | 00:53,68 |
| 8     | Frankreich  | Alena Poptschanka    | 00:53,71 |

#### 200 m Freistil
Finale am 14. Dezember
| Platz | Land        | Athlet                 | Zeit        |
| ----- | ----------- | ---------------------- | ----------- |
| 1     | Italien     | Federica Pellegrini    | 01:51,85 WR |
| 2     | Niederlande | Femke Heemskerk        | 01:53,79    |
| 3     | Russland    | Darja Beljakina        | 01:53,86    |
| 4     | Schweden    | Petra Granlund         | 01:55,04    |
| 5     | Frankreich  | Coralie Balmy          | 01:55,13    |
| 6     | Ungarn      | Agnes Mutina           | 01:55,19    |
| 7     | Spanien     | Patricia Castro Ortega | 01:56,42    |
| 8     | Russland    | Kira Wolodina          | 01:57,04    |

#### 400 m Freistil
Finale am 13. Dezember
| Platz | Land       | Athlet             | Zeit     |
| ----- | ---------- | ------------------ | -------- |
| 1     | Frankreich | Coralie Balmy      | 03:56,39 |
| 2     | Frankreich | Camille Muffat     | 03:57,48 |
| 3     | Italien    | Alessia Filippi    | 03:59,35 |
| 4     | Rumänien   | Camelia Potec      | 04:00,62 |
| 5     | Ungarn     | Agnes Mutina       | 04:01,83 |
| 6     | Italien    | Flavia Zoccari     | 04:01,99 |
| 7     | Dänemark   | Lotte Friis        | 04:03,24 |
| 8     | Österreich | Joerdis Steinegger | 04:03,92 |

#### 800 m Freistil
Finale am 12. Dezember
| Platz | Land       | Athlet             | Zeit     |
| ----- | ---------- | ------------------ | -------- |
| 1     | Italien    | Alessia Filippi    | 08:04,53 |
| 2     | Frankreich | Coralie Balmy      | 08:05,32 |
| 3     | Dänemark   | Lotte Friis        | 08:09,91 |
| 4     | Spanien    | Erika Villaécija   | 08:13,52 |
| 5     | Rumänien   | Camelia Potec      | 08:15,64 |
| 6     | Russland   | Jelena Sokolowa    | 08:19,38 |
| 7     | Österreich | Joerdis Steinegger | 08:20,03 |
| 8     | Frankreich | Camille Muffat     | 08:20,54 |

### Schmetterling

#### 50 m Schmetterling
Finale am 12. Dezember
| Platz | Land        | Athlet              | Zeit        |
| ----- | ----------- | ------------------- | ----------- |
| 1     | Niederlande | Hinkelien Schreuder | 00:25,21 ER |
| 2     | Dänemark    | Jeanette Ottesen    | 00:25,54    |
| 3     | Frankreich  | Diane Bui Duyet     | 00:25,55    |
| 4     | Estland     | Triin Aljand        | 00:25,57    |
| 5     | Österreich  | Fabienne Nadarajah  | 00:25,81    |
| 6     | Israel      | Amit Ivry           | 00:26,00    |
| 7     | Schweden    | Sarah Sjöström      | 00:26,10    |
| 8     | Frankreich  | Aurore Mongel       | 00:26,28    |

#### 100 m Schmetterling
Finale am 14. Dezember
| Platz | Land            | Athlet             | Zeit        |
| ----- | --------------- | ------------------ | ----------- |
| 1     | Dänemark        | Jeanette Ottesen   | 00:56,70 CR |
| 2     | Frankreich      | Diane Bui Duyet    | 00:56,83    |
| 3     | Ungarn          | Eszter Dara        | 00:56,88    |
| 4     | Niederlande     | Marleen Veldhuis   | 00:57,10    |
| 5     | Frankreich      | Aurore Mongel      | 00:57,34    |
| 6     | Schweden        | Sarah Sjöström     | 00:57,40    |
| 7     | Verein. Königr. | Jemma Lowe         | 00:57,43    |
| 8     | Österreich      | Birgit Koschischek | 00:57,46    |

#### 200 m Schmetterling
Finale am 11. Dezember
| Platz | Land            | Athlet            | Zeit     |
| ----- | --------------- | ----------------- | -------- |
| 1     | Schweden        | Petra Granlund    | 02:04,27 |
| 2     | Frankreich      | Aurore Mongel     | 02:04,73 |
| 3     | Verein. Königr. | Jemma Lowe        | 02:04,78 |
| 4     | Ungarn          | Agnes Mutina      | 02:07,23 |
| 5     | Verein. Königr. | Jessica Dickons   | 02:07,28 |
| 6     | Italien         | Francesca Segat   | 02:07,78 |
| 7     | Ungarn          | Zsuzsanna Jakabos | 02:07,82 |
| 8     | Dänemark        | Micha Østergaard  | 02:10,53 |

### Rücken

#### 50 m Rücken
Finale am 13. Dezember
| Platz | Land            | Athlet              | Zeit        |
| ----- | --------------- | ------------------- | ----------- |
| 1     | Kroatien        | Sanja Jovanović     | 00:26,23 WR |
| 2     | Ukraine         | Kateryna Zubkowa    | 00:26,65    |
| 3     | Italien         | Elena Gemo          | 00:26,77    |
| 4     | Niederlande     | Hinkelien Schreuder | 00:26,78    |
| 5     | Verein. Königr. | Elizabeth Simmonds  | 00:26,88    |
| 6     | Niederlande     | Ranomi Kromowidjojo | 00:27,08    |
| 7     | Österreich      | Fabienne Nadarajah  | 00:27,22    |
| 8     | Italien         | Laura Letrari       | 00:27,66    |

#### 100 m Rücken
Finale am 12. Dezember
| Platz | Land            | Athlet             | Zeit        |
| ----- | --------------- | ------------------ | ----------- |
| 1     | Kroatien        | Sanja Jovanović    | 00:56,87 ER |
| 2     | Ukraine         | Kateryna Zubkowa   | 00:57,01    |
| 3     | Frankreich      | Laure Manaudou     | 00:57,16    |
| 4     | Italien         | Elena Gemo         | 00:57,35    |
| 5     | Verein. Königr. | Elizabeth Simmonds | 00:57,51    |
| 6     | Russland        | Anastassija Sujewa | 00:57,83    |
| 7     | Frankreich      | Alexandra Putra    | 00:57,93    |
| 8     | Slowenien       | Anja Carman        | 00:58,16    |

#### 200 m Rücken
Finale am 14. Dezember
| Platz | Land            | Athlet                  | Zeit     |
| ----- | --------------- | ----------------------- | -------- |
| 1     | Frankreich      | Alexandra Putra         | 02:02,48 |
| 2     | Frankreich      | Alexianne Castel        | 02:03,10 |
| 3     | Verein. Königr. | Elizabeth Simmonds      | 02:03,12 |
| 4     | Slowenien       | Anja Carman             | 02:05,04 |
| 5     | Irland          | Melanie Nocher          | 02:05,62 |
| 6     | Verein. Königr. | Georgia Davies          | 02:06,00 |
| 7     | Ukraine         | Kateryna Zubkowa        | 02:06,10 |
| 8     | Dänemark        | Pernille Jessing Larsen | 02:07,14 |

### Brust

#### 50 m Brust
Finale am 11. Dezember
| Platz | Land        | Athlet                | Zeit     |
| ----- | ----------- | --------------------- | -------- |
| 1     | Russland    | Walentina Artemjewa   | 00:29,96 |
| 2     | Deutschland | Janne Schäfer         | 00:30,37 |
| 3     | Niederlande | Moniek Nijhuis        | 00:30:45 |
| 4     | Österreich  | Mirna Jukić           | 00:30:56 |
| 5     | Italien     | Roberta Panara        | 00:30,66 |
| 6     | Dänemark    | Rikke Møller Pedersen | 00:30,73 |
| 7     | Italien     | Ombretta Plos         | 00:30,87 |
| 8     | Schweden    | Joline Höstman        | 00:31,01 |

#### 100 m Brust
Finale am 14. Dezember
| Platz | Land        | Athlet                | Zeit     |
| ----- | ----------- | --------------------- | -------- |
| 1     | Russland    | Walentina Artemjewa   | 01:05,02 |
| 2     | Frankreich  | Sophie de Ronchi      | 01:05,43 |
| 3     | Österreich  | Mirna Jukić           | 01:05,64 |
| 4     | Italien     | Ombretta Plos         | 01:05,91 |
| 4     | Schweiz     | Patrizia Humplik      | 01:05,91 |
| 6     | Niederlande | Moniek Nijhuis        | 01:06,63 |
| 7     | Italien     | Roberta Panara        | 01:07,17 |
| 8     | Dänemark    | Rikke Møller Pedersen | 01:07,48 |

#### 200 m Brust
Finale am 12. Dezember
| Platz | Land       | Athlet                | Zeit     |
| ----- | ---------- | --------------------- | -------- |
| 1     | Russland   | Aljona Alexejewa      | 02:19:93 |
| 2     | Österreich | Mirna Jukić           | 02:20:48 |
| 3     | Schweiz    | Patrizia Humplik      | 02:21:68 |
| 4     | Russland   | Olga Dentenjuk        | 02:21:73 |
| 5     | Schweden   | Joline Höstman        | 02:22:97 |
| 6     | Tschechien | Petra Chocová         | 02:25:05 |
| 7     | Dänemark   | Rikke Møller Pedersen | 02:25:93 |
| 8     | Norwegen   | Sara Nordenstam       | 02:26:04 |

### Lagen

#### 100 m Lagen
Finale am 13. Dezember
| Platz | Land        | Athlet               | Zeit        |
| ----- | ----------- | -------------------- | ----------- |
| 1     | Finnland    | Hanna-Maria Seppälä  | 00:59,24 CR |
| 2     | Ungarn      | Evelyn Verrasztó     | 00:59,49    |
| 3     | Italien     | Francesca Segat      | 00:59,61    |
| 4     | Frankreich  | Sophie de Ronchi     | 00:59,98    |
| 5     | Niederlande | Femke Hemmskerk      | 01:00,09    |
| 6     | Schweden    | Hanna Sriksson       | 01:00,47    |
| 7     | Italien     | Laura Letrari        | 01:00,77    |
| 8     | Polen       | Aleksandra Urbańczyk | 01:00,78    |

#### 200 m Lagen
Finale am 11. Dezember
| Platz | Land            | Athlet                 | Zeit        |
| ----- | --------------- | ---------------------- | ----------- |
| 1     | Italien         | Francesca Segat        | 02:07,03 ER |
| 2     | Ungarn          | Evelyn Verrasztó       | 02:07,93    |
| 3     | Frankreich      | Sophie de Ronchi       | 02:08,10    |
| 4     | Verein. Königr. | Hannah Miley           | 02:08,31    |
| 5     | Frankreich      | Camille Muffat         | 02:08,34    |
| 6     | Spanien         | Mireia Belmonte García | 02:09,57    |
| 7     | Belgien         | Kimberly Buys          | 02:10,22    |
| 8     | Dänemark        | Louise Jansen          | 02:12,14    |

#### 400 m Lagen
Finale am 14. Dezember
| Platz | Land            | Athlet                 | Zeit        |
| ----- | --------------- | ---------------------- | ----------- |
| 1     | Spanien         | Mireia Belmonte García | 04:25,06 WR |
| 2     | Italien         | Alessia Filippi        | 04:26,06    |
| 3     | Italien         | Francesca Segat        | 04:27,12    |
| 4     | Verein. Königr. | Hannah Miley           | 04:27,33    |
| 5     | Frankreich      | Camille Muffat         | 04:30,65    |
| 6     | Frankreich      | Joanne Andraca         | 04:33,01    |
| 7     | Ungarn          | Evelyn Verrasztó       | 04:33,48    |
| 8     | Österreich      | Joerdis Steinegger     | 04:37,02    |

### Staffel

#### Staffel 4 × 50 m Freistil
Finale am 12. Dezember
| Platz | Land            | Athleten                                                                                | Zeit         |
| ----- | --------------- | --------------------------------------------------------------------------------------- | ------------ |
| 1     | Niederlande     | - Hinkelien Schreuder - Inge Dekker - Ranomi Kromowidjojo - Marleen Veldhuis            | 01:33,80 WBZ |
| 2     | Schweden        | - Petra Granlund - Claire Hedenskog - Sarah Sjöström - Lovisa Ericsson                  | 01:38,00     |
| 3     | Deutschland     | - Dorothea Brandt - Petra Dallmann - Lisa Vitting - Daniela Schreiber                   | 01:38,06     |
| 4     | Italien         | - Silvia Di Pietro - Laura Letrari - Elena Gemo - Federica Pellegrini                   | 01:38,88     |
| 5     | Dänemark        | - Line Præst Lauridsen - Jeannete Ottesen - Josephine Emilie Thomsen - Micha Østergaard | 01:39,17     |
| 6     | Finnland        | - Marlene Niemi - Riia-Rosa Koskelainen - Emilia Pikkarainen - Hanna-Maria Seppälä      | 01:39,28     |
| 7     | Belgien         | - Annelies De Maré - Nina van Koeckhoven - Sarah Wegria - Jolien Sysmans                | 01:40,60     |
| 8     | Verein. Königr. | - Emma Wilkins - Jessica Sylvester - Elizabeth Simmonds - Katy Sexton                   | 01:40,87     |

#### Staffel 4 × 50 m Lagen
Finale am 13. Dezember
| Platz | Land        | Athleten                                                                        | Zeit         |
| ----- | ----------- | ------------------------------------------------------------------------------- | ------------ |
| 1     | Niederlande | - Ranomi Kromowidjojo - Moniek Nijhuis - Hinkelien Schreuder - Marleen Veldhuis | 01:45,73 WBZ |
| 2     | Deutschland | - Daniela Samulski - Janne Schäfer - Lena Kalla - Petra Dallmann                | 01:46,84     |
| 3     | Italien     | - Elena Gemo - Roberta Panara - Silvia Di Pietro - Federica Pellegrini          | 01:47,05     |
| 4     | Dänemark    | - Elspa Mørkøre - Rikke Møller Pedersen - Jeanette Ottesen - Micha Østergaard   | 01:47,55     |
| 5     | Russland    | - Xenia Moskwina - Walentina Artemjewa - Darja Beljakina - Anastassija Aksenowa | 01:47,88     |
| 6     | Ukraine     | - Kateryna Zubkowa - Ganna Dzerkal’ - Lyubow Korol’ - Oxana Serikowa            | 01:47,90     |
| 7     | Finnland    | - Anu Koivisto - Katja Lehtonen - Emilie Pikkarainen - Hanna-Maria Seppälä      | 01:48,49     |
| DSQ   | Schweden    | - Lovisa Ericsson - Joline Höstman - Cecilia Rasmuson - Claire Hedenskog        |              |

## Zeichenerklärung
- WR – Weltrekord
- WBZ – Weltbestzeit (Die FINA erkennt über die 4-mal-50-Meter-Freistil- und Lagenstaffeln keine Weltrekorde an, deshalb werden sie als Weltbestzeiten angeführt)
- ER – Europarekord
- CR – Meisterschaftsrekord

## Rekorde
Diese Listen zeigen alle in Rijeka geschwommenen Welt- und Europarekorde.

### Neue Europarekorde

#### Männer
| Datum         | Sportler                             | Nation     | Abschnitt  | Disziplin           | Zeit     | Historie |
| ------------- | ------------------------------------ | ---------- | ---------- | ------------------- | -------- | -------- |
| 11. Dez. 2008 | Amaury Leveaux                       | Frankreich | Vorlauf    | 50 m Freistil       | 00:20,80 | Historie |
| 11. Dez. 2008 | Donez, Gejbel, Korotyschkin, Lagunow | Russland   | Vorlauf    | 4 × 50 m Lagen      | 01:33,77 | Historie |
| 11. Dez. 2008 | Amaury Leveaux                       | Frankreich | Halbfinale | 50 m Freistil       | 00:20,48 | Historie |
| 11. Dez. 2008 | Di Tora, Terrin, Belotti, Magnini    | Italien    | Finale     | 4 × 50 m Lagen      | 01:31,91 | Historie |
| 11. Dez. 2008 | Aschwin Wildeboer Faber              | Spanien    | Finale     | 50 m Rücken*        | 00:23,27 | Historie |
| 12. Dez. 2008 | Ľuboš Križko                         | Slowakei   | Halbfinale | 50 m Rücken         | 00:23,15 | Historie |
| 12. Dez. 2008 | Ihor Boryssyk                        | Ukraine    | Finale     | 100 m Brust         | 00:57,33 | Historie |
| 12. Dez. 2008 | Amaury Leveaux                       | Frankreich | Halbfinale | 100 m Freistil      | 00:45,12 | Historie |
| 12. Dez. 2008 | Milorad Čavić                        | Serbien    | Finale     | 100 m Schmetterling | 00:49,19 | Historie |
| 13. Dez. 2008 | Aschwin Wildeboer Faber              | Spanien    | Halbfinale | 100 m Rücken        | 00:49,66 | Historie |
| 13. Dez. 2008 | Nikolai Skworzow                     | Russland   | Finale     | 200 m Schmetterling | 01:50,60 | Historie |
| 13. Dez. 2008 | Amaury Leveaux                       | Frankreich | Finale     | 100 m Freistil      | 00:44,94 | Historie |
| 14. Dez. 2008 | Amaury Leveaux                       | Frankreich | Vorlauf    | 50 m Schmetterling  | 00:22,18 | Historie |
| 14. Dez. 2008 | Bernard, Gilot, Galavtine, Bousquet  | Frankreich | Vorlauf    | 4 × 50 m Freistil   | 01:22,38 | Historie |
| 14. Dez. 2008 | Hugues Duboscq                       | Frankreich | Finale     | 200 m Brust         | 02:04,59 | Historie |
| 14. Dez. 2008 | Peter Mankoč                         | Slowenien  | Finale     | 100 m Lagen         | 00:51,97 | Historie |
| 14. Dez. 2008 | Stanislaw Donez                      | Russland   | Finale     | 100 m Rücken        | 00:49,32 | Historie |
| 14. Dez. 2008 | Bernard, Gilot, Leveaux, Bousquet    | Frankreich | Finale     | 4 × 50 m Freistil   | 01:20,77 | Historie |

- *Der spanische Startschwimmer Aschwin Wildeboer Faber egalisierte im Finale der 4-mal-50-Meter-Lagenstaffel den Europarekord über 50 Meter Rücken.

#### Frauen
| Datum         | Sportler                                   | Nation      | Abschnitt  | Disziplin          | Zeit     | Historie |
| ------------- | ------------------------------------------ | ----------- | ---------- | ------------------ | -------- | -------- |
| 11. Dez. 2008 | Walentina Artemjewa                        | Russland    | Vorlauf    | 50 m Brust         | 00:29,83 | Historie |
| 11. Dez. 2008 | Marleen Veldhuis                           | Niederlande | Vorlauf    | 100 m Freistil     | 00:51,91 | Historie |
| 11. Dez. 2008 | Walentina Artemjewa                        | Russland    | Halbfinale | 50 m Brust         | 00:29,77 | Historie |
| 11. Dez. 2008 | Francesca Segat                            | Italien     | Finale     | 200 m Lagen        | 02:07,03 | Historie |
| 12. Dez. 2008 | Alessia Filippi                            | Italien     | Finale     | 800 m Freistil     | 08:04,53 | Historie |
| 12. Dez. 2008 | Sanja Jovanović                            | Kroatien    | Finale     | 100 m Rücken       | 00:56,87 | Historie |
| 12. Dez. 2008 | Hinkelien Schreuder                        | Niederlande | Finale     | 50 m Schmetterling | 00:25,21 | Historie |
| 12. Dez. 2008 | Schreuder, Dekker, Kromowidjojo, Veldhuis  | Niederlande | Finale     | 4 × 50 m Freistil  | 01:33,80 | Historie |
| 13. Dez. 2008 | Sanja Jovanović                            | Kroatien    | Finale     | 50 m Rücken        | 00:26,23 | Historie |
| 13. Dez. 2008 | Kromowidjojo, Nijhuis, Schreuder, Veldhuis | Niederlande | Finale     | 4 × 50 m Lagen     | 01:45,73 | Historie |
| 14. Dez. 2008 | Alexandra Putra                            | Frankreich  | Vorlauf    | 200 m Rücken       | 02:02,36 | Historie |
| 14. Dez. 2008 | Mireia Belmonte García                     | Spanien     | Finale     | 400 m Lagen        | 04:25,06 | Historie |
| 14. Dez. 2008 | Federica Pellegrini                        | Italien     | Finale     | 200 m Freistil     | 01:51,85 | Historie |

### Neue Weltrekorde

#### Männer
| Datum         | Sportler                             | Nation     | Abschnitt  | Disziplin           | Zeit     | Historie |
| ------------- | ------------------------------------ | ---------- | ---------- | ------------------- | -------- | -------- |
| 11. Dez. 2008 | Donez, Geibel, Korotyschkin, Lagunow | Russland   | Vorlauf    | 4 × 50 m Lagen      | 01:33,77 | Historie |
| 11. Dez. 2008 | Amaury Leveaux                       | Frankreich | Halbfinale | 50 m Freistil       | 00:20,48 | Historie |
| 11. Dez. 2008 | Di Tora, Terrin, Belotti, Magnini    | Russland   | Vorlauf    | 4 × 50 m Lagen      | 01:31,91 | Historie |
| 12. Dez. 2008 | Amaury Leveaux                       | Frankreich | Halbfinale | 100 m Freistil      | 00:45,12 | Historie |
| 13. Dez. 2008 | Nikolai Skworzow                     | Russland   | Finale     | 200 m Schmetterling | 01:50,60 | Historie |
| 13. Dez. 2008 | Amaury Leveaux                       | Frankreich | Finale     | 100 m Freistil      | 00:44,94 | Historie |
| 14. Dez. 2008 | Amaury Leveaux                       | Frankreich | Vorlauf    | 50 m Schmetterling  | 00:22,18 | Historie |
| 14. Dez. 2008 | Bernard, Gilot, Galavtine, Bousquet  | Frankreich | Vorlauf    | 4 × 50 m Freistil   | 01:22,38 | Historie |
| 14. Dez. 2008 | Stanislaw Donez                      | Russland   | Finale     | 100 m Rücken        | 00:49,32 | Historie |
| 14. Dez. 2008 | Bernard, Gilot, Leveaux, Bousquet    | Frankreich | Finale     | 4 × 50 m Freistil   | 01:20,77 | Historie |

#### Frauen
| Datum         | Sportler                                   | Nation      | Abschnitt | Disziplin         | Zeit     | Historie |
| ------------- | ------------------------------------------ | ----------- | --------- | ----------------- | -------- | -------- |
| 12. Dez. 2008 | Alessia Filippi                            | Italien     | Finale    | 800 m Freistil    | 08:04,53 | Historie |
| 12. Dez. 2008 | Schreuder, Dekker, Kromowidjojo, Veldhuis  | Niederlande | Finale    | 4 × 50 m Freistil | 01:33,80 | Historie |
| 13. Dez. 2008 | Sanja Jovanović                            | Kroatien    | Finale    | 50 m Rücken       | 00:26,23 | Historie |
| 13. Dez. 2008 | Kromowidjojo, Nijhuis, Schreuder, Veldhuis | Niederlande | Finale    | 4 × 50 m Lagen    | 01:45,73 | Historie |
| 14. Dez. 2008 | Mireia Belmonte García                     | Spanien     | Finale    | 400 m Lagen       | 04:25,06 | Historie |
| 14. Dez. 2008 | Federica Pellegrini                        | Italien     | Finale    | 200 m Freistil    | 01:51,85 | Historie |